# Cantón de Nailloux
El cantón de Nailloux era una división administrativa francesa que estaba situada en el departamento de Alto Garona y la región de Mediodía-Pirineos.

## Composición
El cantón estaba formado por diez comunas:
- Auragne
- Caignac
- Calmont
- Gibel
- Mauvaisin
- Monestrol
- Montgeard
- Nailloux
- Saint-Léon
- Seyre

## Supresión del cantón de Nailloux
En aplicación del Decreto nº 2014-152 de 13 de febrero de 2014, el cantón de Nailloux fue suprimido el 22 de marzo de 2015 y sus 10 comunas pasaron a formar parte del nuevo cantón de Escalquens.